# Brian Clough
Brian Howard Clough [ˈbraɪən ˈklʌf] (Middlesbrough, 21 marzo 1935 – Derby, 20 settembre 2004) è stato un calciatore e allenatore di calcio inglese, di ruolo attaccante.
Considerato uno dei più grandi allenatori nella storia del calcio, è ricordato per aver allenato con successo il Derby County e soprattutto il Nottingham Forest, formazione che guidò per 18 anni e condusse alla vittoria di due Coppe dei Campioni consecutive (1979 e 1980). Da giocatore ottenne anche due convocazioni in Nazionale, ma la sua carriera fu interrotta da un grave infortunio mentre indossava la maglia del Sunderland.
È uno dei tre tecnici che hanno vinto il titolo nazionale in Inghilterra con due squadre diverse (nel suo caso Derby County e Nottingham Forest), insieme ad Herbert Chapman (Huddersfield Town e Arsenal) e Kenny Dalglish (Liverpool e Blackburn Rovers); in particolare Clough, in entrambe le occasioni, ha assunto la guida tecnica della squadra quando ancora militava nella Second Division, portandola prima alla promozione in massima serie e poi alla conquista del primo campionato, che nel caso del Nottingham Forest è rimasto l'unico.
Allenatore carismatico e dal carattere acceso, è nota la sua rivalità con il Leeds United e soprattutto con il collega Don Revie, reo di non aver stretto la mano a Clough al termine di un incontro. È noto anche il suo acceso litigio con l'allora presidente del Derby County Sam Lockson il quale nutriva una profonda gelosia nei confronti del tecnico, in conferenza stampa infatti da una sua dichiarazione: "Il Derby County è mio, non di Brian Clough" è nata una profonda lite tra i due che ha portato lo stesso Clough a lasciare i Rams.

## Carriera

### Allenatore
Figlio di operai, secondo di otto figli, Brian Clough era notoriamente un tifoso del Derby County, che allenò dal 1967 al 1973. Sotto la sua guida il Derby County nella stagione 1968-1969 vinse la Second Division, ottenendo la promozione in First Division, e nella stagione 1971-1972 vinse il massimo campionato inglese per la prima volta nella sua storia.
Nel 1973, dopo la sconfitta subita dal Derby nella semifinale d'andata della Coppa dei Campioni contro la Juventus, furibondo in quanto riteneva che vi fossero stati favoritismi da parte dell'arbitro tedesco Gerhard Schulenburg verso la società italiana, si rifiutò di dialogare con la stampa dicendo «No cheating bastards will I talk to! I will not talk to any cheating bastards!» ("Non parlerò con nessun imbroglione bastardo!") e in seguito mise in dubbio il coraggio dei soldati italiani durante la seconda guerra mondiale. Le accuse di Clough a Schulenburg non sortirono effetti, mentre nella semifinale di ritorno, finita in parità, una denuncia dell'arbitro portoghese Francisco Soeiro Marques Lobo di tentata corruzione subita a opera del faccendiere ungherese Dezső Solti in favore della Juventus portò a un'inchiesta da parte dell'UEFA nella quale la squadra di Torino venne assolta dalle imputazioni.
Dopo le dimissioni da allenatore del Derby County per i frequenti litigi col presidente Sam Locksown, gli arrivò l'offerta del Brighton & Hove. L'esperienza durò solo 8 mesi e finì quando Clough passò al Leeds United, il 20 luglio 1974, dopo che il precedente allenatore Don Revie era stato chiamato a guidare l'Inghilterra. Nel romanzo biografico Il maledetto United, l'autore David Peace descrive Don Revie e Brian Clough come acerrimi rivali. Revie, costantemente accusato di scarso fair play da Clough e da molti altri personaggi di spicco dell'Inghilterra degli anni settanta, fu rimpianto dai giocatori del Leeds, che accusavano Clough di aver sempre detestato la loro squadra e di cercare di farla retrocedere, sottoponendola ad allenamenti mediocri e schierando i giocatori peggiori. I principali promotori dell'ammutinamento furono Joe Jordan e Gordon McQueen. Brian Clough non riuscì a trovare un'intesa con l'ambiente e infine venne esonerato, dopo soli quarantaquattro giorni, costellati solamente da insuccessi. Come da clausola contrattuale per la rescissione, ottenne dal Leeds una buona uscita di 25.000 sterline, il saldo delle tasse sulla propria casa e una Mercedes.
Il 6 gennaio 1975 si trasferì al Nottingham Forest, squadra rivale del Derby County, dove rimase per ben 18 anni, fino al 1993, conseguendo i maggiori successi in carriera e diventando protagonista del periodo in assoluto più vincente della compagine: vinse un Campionato (1977-1978), quattro Coppe di lega (1977-1978, 1978-1979, 1988-1989, 1989-1990), una Community Shield (1978), due Full Members Cup (1988-1989, 1991-1992), una Supercoppa europea (1979), ma soprattutto le due Coppe dei Campioni consecutive (1978-1979, 1979-1980), diventando l'unica squadra della storia ad aver vinto più Coppe dei Campioni che titoli nazionali. Dopo l'addio di Clough, il Nottingham Forest non ha mai più conseguito trionfi di tale livello, arrivando anzi a trascorrere tre stagioni in Football League One, terza divisione del campionato inglese, per poi ritornare nel 2008 nella seconda divisione nazionale, la Football League Championship, e nel 2022 in Premier League, campionato in cui mancava da 23 anni.
Fatta eccezione per la sfortunata parentesi al Leeds United nel 1974, dal 1965 al 1982 (quindi ad Hartlepool, Derby County, Brighton e Nottingham Forest) Clough ha sempre avuto come vice il collega Peter Thomas Taylor, vincendo quindi insieme a lui tutti gli storici trofei per cui è ricordato.
Noto per il carattere scostante, permaloso e arrogante, Clough è stato comunque etichettato con il soprannome di football genius, essendo stato uno dei pochi allenatori ad aver realmente portato delle novità e ad aver saputo imporle e farle apprezzare con i risultati in un mondo come quello del calcio inglese, notoriamente molto conservatore e legatissimo alle proprie tradizioni. Venne inserito nella Hall of Fame del calcio inglese non appena questa venne inaugurata, nel 2002.
È morto a causa di un tumore a Derby il 20 settembre del 2004, all'età di 69 anni.

## Statistiche

### Presenze e reti nei club
| Stagione             | Squadra              | Campionato           | Campionato | Campionato | Coppe nazionali | Coppe nazionali | Coppe nazionali | Coppe continentali | Coppe continentali | Coppe continentali | Altre coppe | Altre coppe | Altre coppe | Totale | Totale |
| Stagione             | Squadra              | Comp                 | Pres       | Reti       | Comp            | Pres            | Reti            | Comp               | Pres               | Reti               | Comp        | Pres        | Reti        | Pres   | Reti   |
| -------------------- | -------------------- | -------------------- | ---------- | ---------- | --------------- | --------------- | --------------- | ------------------ | ------------------ | ------------------ | ----------- | ----------- | ----------- | ------ | ------ |
| 1955-1956            | Middlesbrough        | SD                   | 9          | 3          | FACup           | 0               | 0               | -                  | -                  | -                  | -           | -           | -           | 9      | 3      |
| 1956-1957            | Middlesbrough        | SD                   | 41         | 38         | FACup           | 3               | 2               | -                  | -                  | -                  | -           | -           | -           | 44     | 40     |
| 1957-1958            | Middlesbrough        | SD                   | 40         | 40         | FACup           | 2               | 2               | -                  | -                  | -                  | -           | -           | -           | 42     | 42     |
| 1958-1959            | Middlesbrough        | SD                   | 42         | 43         | FACup           | 1               | 0               | -                  | -                  | -                  | -           | -           | -           | 43     | 43     |
| 1959-1960            | Middlesbrough        | SD                   | 41         | 39         | FACup           | 1               | 1               | -                  | -                  | -                  | -           | -           | -           | 42     | 40     |
| 1960-1961            | Middlesbrough        | SD                   | 40         | 34         | FACup+CdL       | 1+1             | 0+2             | -                  | -                  | -                  | -           | -           | -           | 42     | 36     |
| Totale Middlesbrough | Totale Middlesbrough | Totale Middlesbrough | 213        | 197        |                 | 9               | 7               |                    | -                  | -                  |             | -           | -           | 222    | 204    |
| 1961-1962            | Sunderland           | SD                   | 34         | 29         | FACup+CdL       | 4+5             | 0+5             | -                  | -                  | -                  | -           | -           | -           | 43     | 34     |
| 1962-1963            | Sunderland           | SD                   | 24         | 24         | FACup+CdL       | 0+4             | 0+4             | -                  | -                  | -                  | -           | -           | -           | 28     | 28     |
| 1963-1964            | Sunderland           | SD                   | 0          | 0          | FACup+CdL       | 0               | 0               | -                  | -                  | -                  | -           | -           | -           | 0      | 0      |
| 1964-1965            | Sunderland           | FD                   | 3          | 1          | FACup+CdL       | 0               | 0               | -                  | -                  | -                  | -           | -           | -           | 3      | 1      |
| Totale Sunderland    | Totale Sunderland    | Totale Sunderland    | 61         | 54         |                 | 13              | 9               |                    | -                  | -                  |             | -           | -           | 74     | 63     |
| Totale carriera      | Totale carriera      | Totale carriera      | 274        | 251        |                 | 22              | 16              |                    | -                  | -                  |             | -           | -           | 296    | 267    |

### Cronologia presenze e reti in nazionale
| Cronologia completa delle presenze e delle reti in nazionale ― Inghilterra | Cronologia completa delle presenze e delle reti in nazionale ― Inghilterra | Cronologia completa delle presenze e delle reti in nazionale ― Inghilterra | Cronologia completa delle presenze e delle reti in nazionale ― Inghilterra | Cronologia completa delle presenze e delle reti in nazionale ― Inghilterra | Cronologia completa delle presenze e delle reti in nazionale ― Inghilterra | Cronologia completa delle presenze e delle reti in nazionale ― Inghilterra | Cronologia completa delle presenze e delle reti in nazionale ― Inghilterra |
| Data                                                                       | Città                                                                      | In casa                                                                    | Risultato                                                                  | Ospiti                                                                     | Competizione                                                               | Reti                                                                       | Note                                                                       |
| -------------------------------------------------------------------------- | -------------------------------------------------------------------------- | -------------------------------------------------------------------------- | -------------------------------------------------------------------------- | -------------------------------------------------------------------------- | -------------------------------------------------------------------------- | -------------------------------------------------------------------------- | -------------------------------------------------------------------------- |
| 17-10-1959                                                                 | Cardiff                                                                    | Inghilterra                                                                | 1 – 1                                                                      | Stati Uniti                                                                | Amichevole                                                                 | -                                                                          |                                                                            |
| 28-10-1959                                                                 | Londra                                                                     | Inghilterra                                                                | 2 – 3                                                                      | Svezia                                                                     | Amichevole                                                                 | -                                                                          |                                                                            |
| Totale                                                                     |                                                                            | Presenze                                                                   | 2                                                                          |                                                                            | Reti                                                                       | 0                                                                          |                                                                            |

### Statistiche da allenatore
| Stagione                 | Squadra                  | Campionato               | Campionato | Campionato | Campionato | Campionato | Coppe nazionali | Coppe nazionali | Coppe nazionali | Coppe nazionali | Coppe nazionali | Coppe continentali | Coppe continentali | Coppe continentali | Coppe continentali | Coppe continentali | Altre coppe | Altre coppe | Altre coppe | Altre coppe | Altre coppe | Totale | Totale | Totale | Totale | % Vittorie | Piazzamento |
| Stagione                 | Squadra                  | Comp                     | G          | V          | N          | P          | Comp            | G               | V               | N               | P               | Comp               | G                  | V                  | N                  | P                  | Comp        | G           | V           | N           | P           | G      | V      | N      | P      | %          | Piazzamento |
| ------------------------ | ------------------------ | ------------------------ | ---------- | ---------- | ---------- | ---------- | --------------- | --------------- | --------------- | --------------- | --------------- | ------------------ | ------------------ | ------------------ | ------------------ | ------------------ | ----------- | ----------- | ----------- | ----------- | ----------- | ------ | ------ | ------ | ------ | ---------- | ----------- |
| ott. 1965-1966           | Hartlepool Utd           | FoD                      | 33         | 13         | 6          | 14         | FACup+CdL       | 3+0             | 2               | 0               | 1               | -                  | -                  | -                  | -                  | -                  | -           | -           | -           | -           | -           | 36     | 15     | 6      | 15     | 41,67      | Sub. 18º    |
| 1966-1967                | Hartlepool Utd           | FoD                      | 46         | 22         | 7          | 17         | FACup+CdL       | 1+2             | 0+0             | 0+1             | 1+1             | -                  | -                  | -                  | -                  | -                  | -           | -           | -           | -           | -           | 49     | 22     | 8      | 19     | 44,90      | 8º          |
| Totale Hartlepool Utd    | Totale Hartlepool Utd    | Totale Hartlepool Utd    | 79         | 35         | 13         | 31         |                 | 6               | 2               | 1               | 3               |                    | -                  | -                  | -                  | -                  |             | -           | -           | -           | -           | 85     | 37     | 14     | 34     | 43,53      |             |
| 1967-1968                | Derby County             | SD                       | 42         | 13         | 10         | 19         | FACup+CdL       | 1+7             | 0+4             | 0+1             | 1+2             | -                  | -                  | -                  | -                  | -                  | -           | -           | -           | -           | -           | 50     | 17     | 11     | 22     | 34,00      | 18º         |
| 1968-1969                | Derby County             | SD                       | 42         | 26         | 11         | 5          | FACup+CdL       | 1+8             | 0+4             | 0+3             | 1+1             | -                  | -                  | -                  | -                  | -                  | -           | -           | -           | -           | -           | 51     | 30     | 14     | 7      | 58,82      | 1º (prom.)  |
| 1969-1970                | Derby County             | FD                       | 42         | 22         | 9          | 11         | FACup+CdL       | 4+6             | 2+3             | 1+2             | 1+1             | -                  | -                  | -                  | -                  | -                  | -           | -           | -           | -           | -           | 52     | 27     | 12     | 13     | 51,92      | 4º          |
| 1970-1971                | Derby County             | FD                       | 42         | 16         | 10         | 16         | FACup+CdL       | 3+3             | 2+2             | 0+0             | 1+1             | -                  | -                  | -                  | -                  | -                  | -           | -           | -           | -           | -           | 48     | 20     | 10     | 18     | 41,67      | 9º          |
| 1971-1972                | Derby County             | FD                       | 42         | 24         | 10         | 8          | FACup+CdL       | 5+2             | 2+0             | 2+1             | 1+1             | -                  | -                  | -                  | -                  | -                  | -           | -           | -           | -           | -           | 49     | 26     | 13     | 10     | 53,06      | 1º          |
| 1972-1973                | Derby County             | FD                       | 42         | 19         | 8          | 15         | FACup+CdL       | 5+3             | 2+1             | 1+1             | 2+1             | CC                 | 8                  | 4                  | 2                  | 2                  | -           | -           | -           | -           | -           | 58     | 26     | 12     | 20     | 44,83      | 7º          |
| Totale Derby County      | Totale Derby County      | Totale Derby County      | 252        | 120        | 58         | 74         |                 | 48              | 22              | 12              | 14              |                    | 8                  | 4                  | 2                  | 2                  |             | -           | -           | -           | -           | 308    | 142    | 72     | 90     | 46,10      |             |
| nov. 1973-1974           | Brighton                 | TD                       | 32         | 12         | 8          | 12         | FACup+CdL       | 2+0             | 0               | 1               | 1               | -                  | -                  | -                  | -                  | -                  | -           | -           | -           | -           | -           | 34     | 12     | 9      | 13     | 35,29      | Sub. 19º    |
| ago.-set. 1974           | Leeds Utd                | FD                       | 7          | 1          | 3          | 3          | FACup+CdL       | -               | -               | -               | -               | CC                 | -                  | -                  | -                  | -                  | CS          | 1           | 0           | 1           | 0           | 8      | 1      | 4      | 3      | 12,50      | Eson.       |
| gen.-giu. 1975           | Nottingham Forest        | SD                       | 17         | 3          | 8          | 6          | FACup+CdL       | 6+0             | 1               | 4               | 1               | -                  | -                  | -                  | -                  | -                  | -           | -           | -           | -           | -           | 8      | 1      | 4      | 3      | 12,50      | Sub. 16º    |
| 1975-1976                | Nottingham Forest        | SD                       | 42         | 17         | 12         | 13         | FACup+CdL       | 2+4             | 0+3             | 1+0             | 1+1             | -                  | -                  | -                  | -                  | -                  | -           | -           | -           | -           | -           | 48     | 20     | 13     | 15     | 41,67      | 8º          |
| 1976-1977                | Nottingham Forest        | SD                       | 42         | 21         | 10         | 11         | FACup+CdL       | 5+2             | 1+1             | 3+0             | 1+1             | -                  | -                  | -                  | -                  | -                  | -           | -           | -           | -           | -           | 49     | 23     | 13     | 13     | 46,94      | 3º (prom.)  |
| 1977-1978                | Nottingham Forest        | FD                       | 42         | 25         | 14         | 3          | FACup+CdL       | 5+8             | 3+7             | 2+1             | 0+0             | -                  | -                  | -                  | -                  | -                  | -           | -           | -           | -           | -           | 55     | 35     | 17     | 3      | 63,64      | 1º          |
| 1978-1979                | Nottingham Forest        | FD                       | 42         | 21         | 18         | 3          | FACup+CdL       | 3+8             | 2+6             | 0+2             | 1+0             | CC                 | 9                  | 6                  | 3                  | 0                  | CS          | 1           | 1           | 0           | 0           | 63     | 36     | 23     | 4      | 57,14      | 2º          |
| 1979-1980                | Nottingham Forest        | FD                       | 42         | 20         | 8          | 14         | FACup+CdL       | 2+10            | 1+5             | 0+4             | 1+1             | CC                 | 9                  | 6                  | 1                  | 2                  | SU          | 2           | 1           | 1           | 0           | 65     | 33     | 14     | 18     | 50,77      | 5º          |
| 1980-1981                | Nottingham Forest        | FD                       | 42         | 19         | 12         | 11         | FACup+CdL       | 6+4             | 3+2             | 2+1             | 1+1             | CC                 | 2                  | 0                  | 0                  | 2                  | SU+CInt     | 2+1         | 1+0         | 0+0         | 1+1         | 57     | 25     | 15     | 17     | 43,86      | 7º          |
| 1981-1982                | Nottingham Forest        | FD                       | 42         | 15         | 12         | 15         | FACup+CdL       | 1+5             | 0+4             | 0+0             | 1+1             | -                  | -                  | -                  | -                  | -                  | -           | -           | -           | -           | -           | 48     | 19     | 12     | 17     | 39,58      | 12º         |
| 1982-1983                | Nottingham Forest        | FD                       | 42         | 20         | 9          | 13         | FACup+CdL       | 1+5             | 0+3             | 0+0             | 1+2             | -                  | -                  | -                  | -                  | -                  | -           | -           | -           | -           | -           | 48     | 23     | 9      | 16     | 47,92      | 5º          |
| 1983-1984                | Nottingham Forest        | FD                       | 42         | 22         | 8          | 12         | FACup+CdL       | 1+2             | 0+0             | 0+1             | 1+1             | CU                 | 10                 | 7                  | 2                  | 1                  | -           | -           | -           | -           | -           | 55     | 29     | 11     | 15     | 52,73      | 3º          |
| 1984-1985                | Nottingham Forest        | FD                       | 42         | 19         | 7          | 16         | FACup+CdL       | 4+4             | 1+1             | 2+1             | 1+2             | CU                 | 2                  | 0                  | 1                  | 1                  | -           | -           | -           | -           | -           | 52     | 21     | 11     | 20     | 40,38      | 9º          |
| 1985-1986                | Nottingham Forest        | FD                       | 42         | 19         | 11         | 12         | FACup+CdL       | 2+4             | 0+3             | 1+0             | 1+1             | -                  | -                  | -                  | -                  | -                  | -           | -           | -           | -           | -           | 48     | 22     | 12     | 14     | 45,83      | 8º          |
| 1986-1987                | Nottingham Forest        | FD                       | 42         | 17         | 14         | 11         | FACup+CdL       | 1+6             | 0+3             | 0+2             | 1+1             | -                  | -                  | -                  | -                  | -                  | -           | -           | -           | -           | -           | 49     | 20     | 16     | 13     | 40,82      | 8º          |
| 1987-1988                | Nottingham Forest        | FD                       | 40         | 20         | 13         | 7          | FACup+CdL       | 5+3             | 4+1             | 0+1             | 1+1             | -                  | -                  | -                  | -                  | -                  | -           | -           | -           | -           | -           | 48     | 25     | 14     | 9      | 52,08      | 3º          |
| 1988-1989                | Nottingham Forest        | FD                       | 38         | 17         | 13         | 8          | FACup+CdL       | 5+9             | 4+7             | 0+2             | 1+0             | -                  | -                  | -                  | -                  | -                  | -           | -           | -           | -           | -           | 52     | 28     | 15     | 9      | 53,85      | 3º          |
| 1989-1990                | Nottingham Forest        | FD                       | 38         | 15         | 9          | 14         | FACup+CdL       | 1+10            | 0+5             | 0+5             | 1+0             | -                  | -                  | -                  | -                  | -                  | -           | -           | -           | -           | -           | 49     | 20     | 14     | 15     | 40,82      | 9º          |
| 1990-1991                | Nottingham Forest        | FD                       | 38         | 14         | 12         | 12         | FACup+CdL       | 10+4            | 5+3             | 4+0             | 0+1             | -                  | -                  | -                  | -                  | -                  | -           | -           | -           | -           | -           | 52     | 22     | 16     | 13     | 42,31      | 8º          |
| 1991-1992                | Nottingham Forest        | FD                       | 42         | 16         | 11         | 15         | FACup+CdL       | 4+10            | 3+6             | 0+3             | 1+1             | -                  | -                  | -                  | -                  | -                  | -           | -           | -           | -           | -           | 56     | 25     | 14     | 17     | 44,64      | 8º          |
| 1992-1993                | Nottingham Forest        | PL                       | 42         | 10         | 10         | 22         | FACup+CdL       | 4+5             | 2+4             | 1+0             | 1+1             | -                  | -                  | -                  | -                  | -                  | -           | -           | -           | -           | -           | 51     | 16     | 11     | 24     | 31,37      | 22º (retr.) |
| Totale Nottingham Forest | Totale Nottingham Forest | Totale Nottingham Forest | 759        | 330        | 211        | 218        |                 | 170             | 94              | 43              | 33              |                    | 32                 | 19                 | 7                  | 6                  |             | 6           | 3           | 1           | 2           | 967    | 446    | 262    | 259    | 46,12      |             |
| Totale carriera          | Totale carriera          | Totale carriera          | 1129       | 498        | 293        | 338        |                 | 226             | 118             | 57              | 51              |                    | 40                 | 23                 | 9                  | 8                  |             | 7           | 3           | 2           | 2           | 1 402  | 642    | 361    | 399    | 45,79      |             |

## Palmarès

### Calciatore

#### Individuale
- Capocannoniere della Second Division: 2

1958-1959, 1959-1960

### Allenatore

#### Competizioni nazionali
- Campionato inglese: 2

Derby County: 1971-1972
Nottingham Forest: 1977-1978
- Charity Shield: 1

Nottingham Forest: 1978
- Coppa di Lega inglese: 4  (record condiviso con Alex Ferguson, José Mourinho e Josep Guardiola)

Nottingham Forest: 1977-1978, 1978-1979, 1988-1989, 1989-1990
- Campionato inglese di seconda divisione: 1

Derby County: 1968-1969
- Torneo del centenario della Football League: 1

Nottingham Forest: 1988
- Full Members Cup: 2

Nottingham Forest: 1988-1989, 1991-1992

#### Competizioni internazionali
- Coppa dei Campioni: 2

Nottingham Forest: 1978-1979, 1979-1980
- Supercoppa UEFA: 1

Nottingham Forest: 1979
- Watney Cup: 1

Derby County: 1971
- Texaco Cup: 1

Derby County: 1972
- Coppa anglo-scozzese: 1

Nottingham Forest: 1976-1977

#### Individuale
- Manager of the Year: 1977–78
- Sunderland Solid Gold XI
- 3ª miglior allenatore della storia del calcio ESPN: 2013[8]
- 15ª miglior allenatore della storia del calcio France Football: 2019[9]
- 17ª miglior allenatore della storia del calcio World Soccer: 2013[10][11]

## Filmografia
Nel marzo 2009, nelle sale cinematografiche inglesi, è uscito il film Il maledetto United, tratto dall'omonimo romanzo di David Peace, incentrato sui quarantaquattro giorni trascorsi da Brian Clough, interpretato da Michael Sheen, alla guida del Leeds United. Il film era programmato in proiezione nelle sale italiane nel luglio 2009 e poi differito al gennaio 2010. Il 22 gennaio 2010 la Sony Pictures decise che il film sarebbe uscito solo in DVD. Nell'ottobre 2015, nelle sale cinematografiche inglesi, è uscito il film I Believe in Miracles: il film si concentra sulle vittorie della Champions League ad opera del Nottingham Forest Football Club.